# Colona jagori
Colona jagori är en malvaväxtart som först beskrevs av Otto Warburg, och fick sitt nu gällande namn av Karl Ewald Maximilian Burret. Colona jagori ingår i släktet Colona och familjen malvaväxter. Inga underarter finns listade i Catalogue of Life.